# Употребљивост
Употребљивост (енгл. Usability) је мера потенцијала производа за постизање циљева корисника. У информационим технологијама, израз се обично везује за софтверске апликације и веб-сајтове, а такође може бити употребљен у вези са било којим производом који се користи за извршавање различитих врста задатака (нпр. тостер, аларм и сл.). У интеракцији човек-рачунар и рачунарству, употребљивост изучава финоћу и јасноћу којом је дизајнирана интеракција са програмом или веб-сајтом.
Неки чиниоци који се користе за утврђивање употребљивости производа јесу лакоћа коришћења, визуелна доследност и јасно дефинисан процес за даљи развој.
Употребљивост не треба мешати са „функционалношћу“, с обзиром да се она односи искључиво на функције и карактеристике производа, а при том нема никаквог утицаја на то да ли корисници могу да их користе. Повећана функционалност не значи нужно и побољшана употребљивост.

## Увод
Употребљивост се може поделити у три основне групе.
1. Процес развоја производа,
2. Употреба производа (колико добро корисници обављају задатак када га користе и колико су задовољни користећи га) и
3. Дизајн корисничког интерфејса и интеракција

## Дефиниција
Међународни стандард, ISO 9241-11, дефинише употребљивост као: 
Граница до које корисници могу користити производ ради остваривања одређених циљева ефикасно и са задовољством, у одређеном контексту употребе.
Употребљивост се може дефинисати помоћу 5 компоненти квалитета:
- Лакоћи учења – колико је корисницима лако да схвате како се одређени послови обављају у дизајну.
- Интуитивности – колико лако корисници, сами, могу да пронађу опције у дизајну које су им потребне и колико лако проналазе начин да обаве одређени задатак, чак и без претходне обуке. То обухвата и очекивање корисника како да нешто ураде у оквиру дизајна, што може бити засновано на логици, стручности корисника у послу који обављају или искуству које корисници имају са другачијим дизајном сличних функционалности.
- Ефикасности – када је корисник упућен у дизајн, колико брзо може да обавља задатке.
- Меморисањем – корисници могу да савладају како да обаве одређени задатак, али је важно да ли је радно окружење такво да, када се корисник поново врати након дужег периода не користећи дизајн, колико лако се може поново привићи на њега.
- Грешкама – узрок грешкама у раду може бити непажња корисника, али и неприлагођено радно окружење. Због тога је важно установити колико често корисници праве грешке, колико су оне озбиљне и колико их тешко корисници могу отклонити.
- Задовољством – колико је корисницима пријатно да употребљавају дизајн.

Постоји још важних својстава квалитета. Кључни је корисност који се односи на функционалност дизајна.
Употребљивост и корисност су подједнако важна својства и заједно одређују да ли је нешто заиста употребљиво. Није од претеране важности да ли је нешто лако за употребу ако не задовољава оно што корисници заиста желе. Такође, није добро ни када систем може да само хипотетички оствари оно што корисник жели, а да при том, корисник није у стању да то изведе, услед сувише компликованог корисничког интерфејса. За изучавање корисности дизајна, може се употребити исти метод истраживања корисника који побољшава употребљивост.

## Значај употребљивости
На интернетy, употребљивост представља неопходан предуслов за побољшање посећености. Ако је страница тешка за коришћење, корисници се неће враћати на њу. Ако почетна страна не успева да јасно прикаже шта компанија нуди и шта корисници добијају од тог веб-сајта, корисници се на њему неће задржавати. Такође, ако се корисници изгубе на веб-сајту, они ће га напустити. Исто тако, ако је информација на страници тешка за читање или ако не одговара на кључна питања корисника, они ће је напуштати. Напуштањем странице, корисници се бране од тешкоће уочене на веб-сајту.
Основни закон електронског пословања каже да уколико корисници не могу да пронађу производ, они га не могу ни купити.
На интранету, употребљивост је питање продуктивности запослених. Време које корисници троше на интранету или размишљајући услед тешког упутства, доводи до већих трошкова јер се за више утрошеног времена одради мање корисног посла.
У свету, пракса је да се троши око 10% буџета дизајна пројекта на употребљивост. У просеку, ово удвостручава жељени квалитет веб-сајта.

## Начини побољшања употребљивости
Последњих неколико година, употребљивост веб-сајтова је постала битна тема за веб-програмере. Многи велики веб-сајтови упошљују инжењере за употребљивост како би обезбедили веб-сајт који је пријатан, лак за коришћење и који пружа позитивно корисничко искуство. Некада, велики веб-сајтови, као што су  и Altavista.com, били су изнова дизајнирани на основу препорука донетих током тестирања и процене употребљивости.

### Тестирање корисника
Тестирање употребљивости представља метод по којем се од корисника производа захтева да изведу одређене задатке у покушају мерења лакоће коришћења, времена задатка и корисничке перцепције искуства. Тестирање употребљивости може се спровести формално, у лабораторији за употребљивост помоћу видео камера или неформално, уз помоћ формулара који корисници попуњавају, везано за апликацију или веб-сајт. Промене се врше на апликацији или веб-сајту на основу резултата тестова употребљивости. Било да је тест формалан или неформалан, учесници теста употребљивости, подстичу се да размишљају наглас и да искажу речима свако своје мишљење. Тестирање употребљивости најбоље је користити заједно са дизајном који је оријентисан ка кориснику, методом по којој је производ дизајниран у складу са потребама спецификација корисника.

### Метрика
Током извођења тестова употребљивости, дизајнер мора користити метрику употребљивости како би издвојио шта је оно што треба измерити, односно метрика употребљивости. Ове метрике су обично променљиве и мењају се заједно са досегом и циљевима пројекта. Број тема које се тестирају, такође може утицати на метрику употребљивости, с обзиром да је често лакше усредсредити се на одређену демографију. Квалитативне фазе дизајна, као што су општа употребљивост (нпр. може ли задатак бити изведен), као и задовољство корисника, обично се изводе у мањим групама испитаника.
Употреба повољних прототипова на малој групи корисника пружа више детаљних информација због интерактивније атмосфере и способности дизајнера да се усредсреди на кориснике појединачно.

### Тестирање употребљивости на даљину
Тестирање употребљивости на даљину укључује употребу посебно припремљеног онлајн формулара, који омогућује квантификацију тестирања корисника, пружајући могућност генерисања великих примерака, или опсежне квалитативне анализе без потребе за посебним објектима. Поред тога, овај стил тестирања корисника такође даје могућност рашчлањивања резултата по демографском типу и начину понашања. Тестови се спроводе у личном окружењу корисника (уместо у лабораторијама), омогућавајући додатно тестирање симулацијом сценарија стварног живота. Овај приступ такође даје начин да се једноставно добије повратна информација од корисника на удаљеним подручјима.

### Размишљање наглас
Протокол размишљања наглас, представља метод за добијање података који се користе у изучавању употребљивости и психологије. Тиче се подстицаја корисника да своје мисли изразе речима док изводе задатак или низ задатака. Често се дешава да инструктор буде присутан како би навео кориснике да више размишљају наглас током рада.

### Испитаници-у-тандему
Испитаници-у-тандему (познато и као ко-упознавање) представља повезивање испитаника у тесту употребљивости како би се сакупиле важне информације о лакоћи коришћења производа. Испитаници обично дискутују о задацима које треба да одраде и, кроз ове дискусије, посматрачи уче где су проблематичне тачке дизајна. Како би се подстакло кооперативно решавање проблема између два испитаника и дискусија која следи након тога, тестови се могу дизајнирати тако да учине испитанике зависним један од другог, задајући им области одговорности које се надопуњују (нпр. за тестирање софтвера, један испитаник може бити одговоран за миша, а други за тастатуру).